# جوزفین چوکونونی
جوزفین چوکونونی (انگلیسی: Josephine Chukwunonye؛ زادهٔ ۱۹ مارس ۱۹۹۲) بازیکن فوتبال اهل نیجریه است.
از باشگاه‌هایی که در آن بازی کرده‌است می‌توان به واشینگتن اسپیریت اشاره کرد.
وی همچنین در تیم‌های ملی فوتبال Nigeria women's national under-20 football team و زنان نیجریه بازی کرده‌است.